# Thiên mệnh
Thiên mệnh (tiếng Trung: 天命; bính âm: Tiānmìng; Wade–Giles: T'ien-ming, nghĩa đen là "Ý trời") là một triết lý chính trị của Trung Quốc được sử dụng tại Trung Hoa vào thời cổ đại và đế quốc nhằm biện minh cho sự cai trị của các vị vua hoặc hoàng đế. Theo Thiên mệnh, Trời (天, Thiên) – hiện thân của trật tự tự nhiên và ý chí vũ trụ – sẽ ban sự ủy thác cho một nhà cai trị xứng đáng ở Trung Quốc, người mang tước hiệu "Thiên tử". Việc nhà cai trị bị lật đổ được hiểu là một dấu hiệu cho thấy nhà cai trị đó không còn xứng đáng và đã mất đi tước hiệu. Người ta cũng tin rằng những thảm họa thiên nhiên như nạn đói và lũ lụt là những điềm báo mang dấu hiệu của sự không hài lòng mà Trời dành cho nhà cai trị. Do đó, các cuộc nổi dậy thường xuất hiện sau những thảm họa lớn vì người dân coi những thảm họa đó là dấu hiệu cho thấy Thiên mệnh đã bị rút lại.
Thiên mệnh đòi hỏi ở nhà cai trị chính danh năng lực cai trị, thay vì địa vị xuất thân cao quý. Các triều đại Trung Quốc như nhà Hán và nhà Minh được thành lập bởi những người đàn ông xuất thân từ tầng lớp bình dân, những người được coi là đã thành công khi giành được Thiên mệnh. Khái niệm Thiên mệnh, theo một số đường hướng, tương tự như khái niệm quyền pháp quyền thần thánh của vua chúa ở châu Âu. Tuy nhiên, không giống như quyền pháp quyền thần thánh của vua chúa, Thiên mệnh không trao quyền cai trị cho nhà cai trị một cách vô điều kiện. Việc duy trì sự ủy thác phụ thuộc vào tư cách và năng lực của nhà cai trị và những người thừa kế họ.
Nội tại của khái niệm Thiên mệnh là quyền được nổi loạn để chống lại nhà cai trị bất công. Thiên mệnh thường được các triết gia và học giả ở Trung Quốc viện dẫn như một cách để hạn chế tình trạng lạm quyền của nhà cai trị, trong một hệ thống có ít sự kiểm tra. Các nhà sử học Trung Quốc hiểu rằng một cuộc nổi dậy thành công là bằng chứng cho thấy Trời đã rút lại sự ủy thác từ tay nhà cai trị. Trong suốt chiều dài lịch sử Trung Quốc, giai đoạn đói nghèo và thiên tai thường được coi là dấu hiệu cho thấy Trời đánh giá nhà cai trị đương nhiệm là không xứng đáng và do đó cần người thay thế.
Khái niệm Thiên mệnh lần đầu tiên được sử dụng để hỗ trợ hoạt động cai trị đất nước của các vị vua nhà Chu (1046–256 TCN), hợp pháp hóa việc họ đã lật đổ nhà Thương tiền nhiệm (1600–1069 TCN). Nó được sử dụng trong suốt chiều dài lịch sử Trung Quốc để hợp pháp hóa việc một nhà lãnh đạo lật đổ thành công một triều đại rồi lên ngôi hoàng đế, được áp dụng cả trong các triều đại không phải do người Hán thành lập như nhà Thanh (1636–1912).